# Otto Edmund Günther

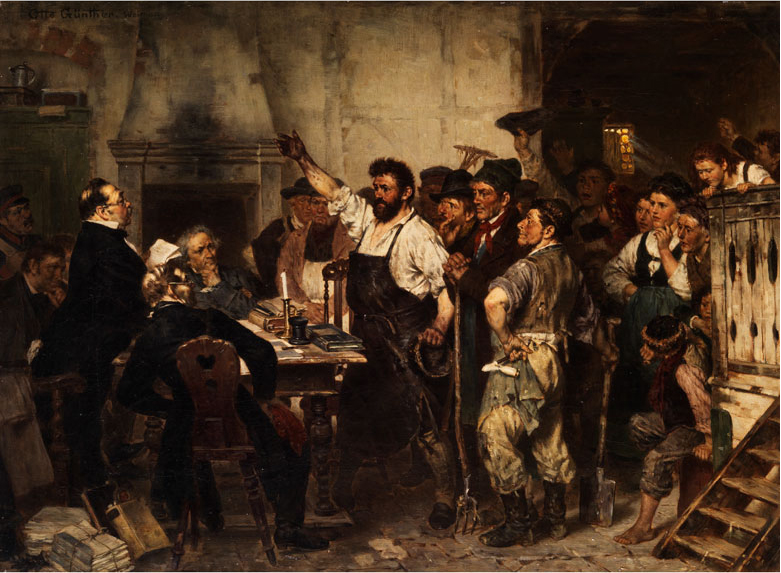
Dorfrevolte

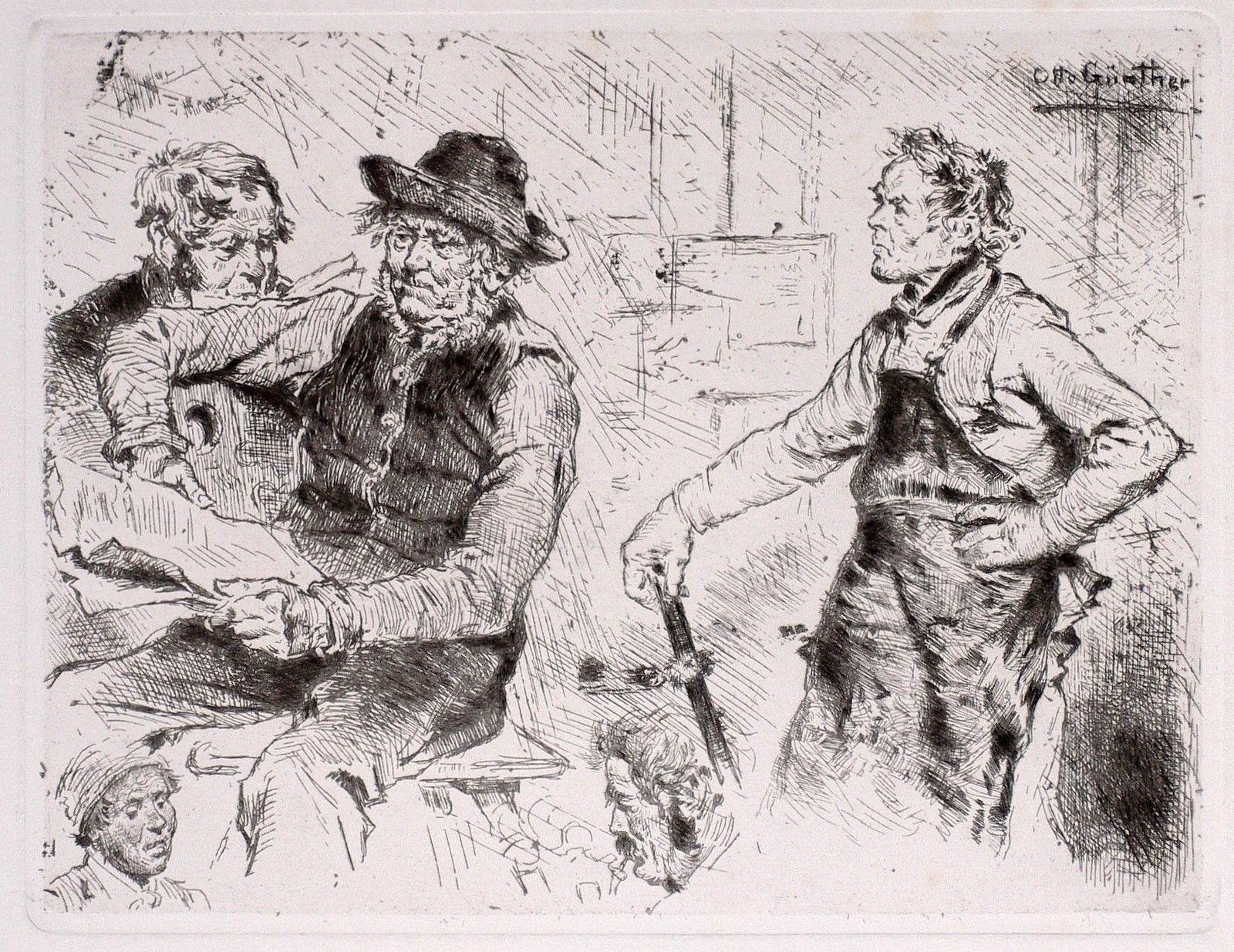
Politik auf der Bierbank

Otto Edmund Günther (* 30. September 1838 in Halle an der Saale; † 20. April 1884 in Weimar) war ein deutscher Genremaler und Illustrator.

## Leben
Otto Edmund Günther studierte Malerei von 1858 bis 1861 an der Kunstakademie Düsseldorf. Dort waren Christian Köhler, Heinrich Mücke, Karl Müller und Rudolf Wiegmann seine Lehrer. Von 1863 bis 1866 studierte er an der Großherzoglich-Sächsischen Kunstschule Weimar bei Arthur von Ramberg, Friedrich Preller dem Älteren und Ferdinand Pauwels. Nach dem Studium blieb er in Weimar. Von 1876 bis 1880 war er als Lehrer an der Kunstakademie Königsberg tätig, danach kehrte er krankheitshalber nach Weimar zurück. Zu seinen Schülern gehörte Lovis Corinth.
Otto Edmund Günther schuf anfangs große historische Kompositionen und widmete sich später der Genremalerei. Seine Bilder zeigen das Leben Thüringer Landleute.